# Протоавіс
Протоавіс (лат. Protoavis) — назва роду, запропонована для скам'янілостей пізнього тріасу (225—210 млн років), виявлених на північному заході Техасу (США). У 1991 році протоавіс був описаний палеонтологом Шанкром Чаттерджи (Sankar Chatterjee) як примітивний птах, проте ця інтерпретація була піддана сумнівам. Якщо інтерпретація Чаттерджи вірна, то протоавіс є найбільш давнім із відомих птахів, на 60—75 млн років старше за археоптерикса. Виділяється єдиний вид — Protoavis texensis («первоптах штату Техас»).
Статус протоавіса суперечливий. Деякі палеонтологи (Е. Курочкин, Д. Петерз, Л. Мартін, Л. Хо) приймають пташиний статус протоавіса. Проте більшість палеонтологів відкидають зв'язок протоавіса з птахами й ставлять під сумнів статус таксона.

## Опис
Згідно з реконструкцією Чаттерджи довжина протоавіса становила близько 35 см. Хоча він жив за 60—75 млн років до археоптерикса, будова його скелета ближче до сучасних птахів. Через наявність зубів на дзьобі припускають, що він був хижаком; розміщення очей на передній частині черепа свідчить про нічний або присмерковий спосіб життя.

## Дослідження
Американські палеонтологи на чолі з С. Чаттерджи (S. Chatterjee) при розкопках в районі Поста (штат Техас) виявили залишки двох особин хребетних віком близько 225 млн років. Вивчивши знахідку, дослідники дійшли висновку, що мають справу з найбільш древнім серед відомих науці птахів, що жив за 75 млн років до археоптерикса, який, як відомо, довгий час вважався прадавнім першим птахом. Фрагментарність залишків утрудняє визначення і детальний опис знахідки, що дістала назву Protoavis. Ясно, проте, що цей першоптах, як і археоптерикс, мав пальці з кігтями, хвіст і зуби, а отже, був близьким до динозаврів. З іншого боку, в скелеті протоавіса знайдена «вилочка» — грудна кістка, що зустрічається тільки у справжніх птахів і відсутня в археоптерикса. У зв'язку з цим Чаттерджи вважає, що протоавіс мав більшу здатність до польоту, ніж археоптерикс; підкріплюється це припущення і будовою кісток крила протоавіса. Його череп дуже схожий з черепом сучасних птахів, а в задній частині щелеп зуби відсутні. Можливо, протоавіс стояв на початку еволюційної лінії, що привела древніх птахів до поступового позбавлення від важкої, такої, що несе зуби, щелепи і до здатності вільного польоту.
Це припущення, проте, не повністю розділяє видатний палеонтолог і фахівець з проблеми походження птахів Дж. Гострому (J. Ostrom; Єльський університет, Нью-Хейвен, США), вважаючи, що наявних даних недостатньо, щоб судити про таку значну еволюційну «просунутість» протоавіса. З іншого боку, багато палеонтологів і раніше звертали увагу на те, що археоптерикс занадто примітивний і в той же час спеціалізований, щоб служити прямим предком птахів. Крім того, для цього йому «відпущено» занадто мало часу: адже всього декілька мільйонів років опісля вже існували справжні птахи. Поряд з техаською знахідкою відбитків оперення не виявлено, проте на ліктьових кістках помітні виступи, до яких могло б прикріплятися пір'я. У даному випадку обидві знайдені особини, ймовірно, загинули при паводку або повені і їх залишки виявилися поховані під шаром мулу.